# Jędrzychowice (Zgorzelec)
Pour les articles homonymes, voir Jędrzychowice.
Jędrzychowice (en allemand : Hennersdorf) est une localité polonaise de la gmina de Zgorzelec, dans le powiat de Zgorzelec appartenant à la voïvodie de Basse-Silésie.

## Géographie
Le village se trouve au nord de la ville de Zgorzelec dans la région historique de Haute-Lusace, près de la frontière allemande le long de la rivière Neisse.
L'autoroute A4, reliant Zgorzelec à Legnica et à Wrocław, passe tout près de la localité. 

## Histoire

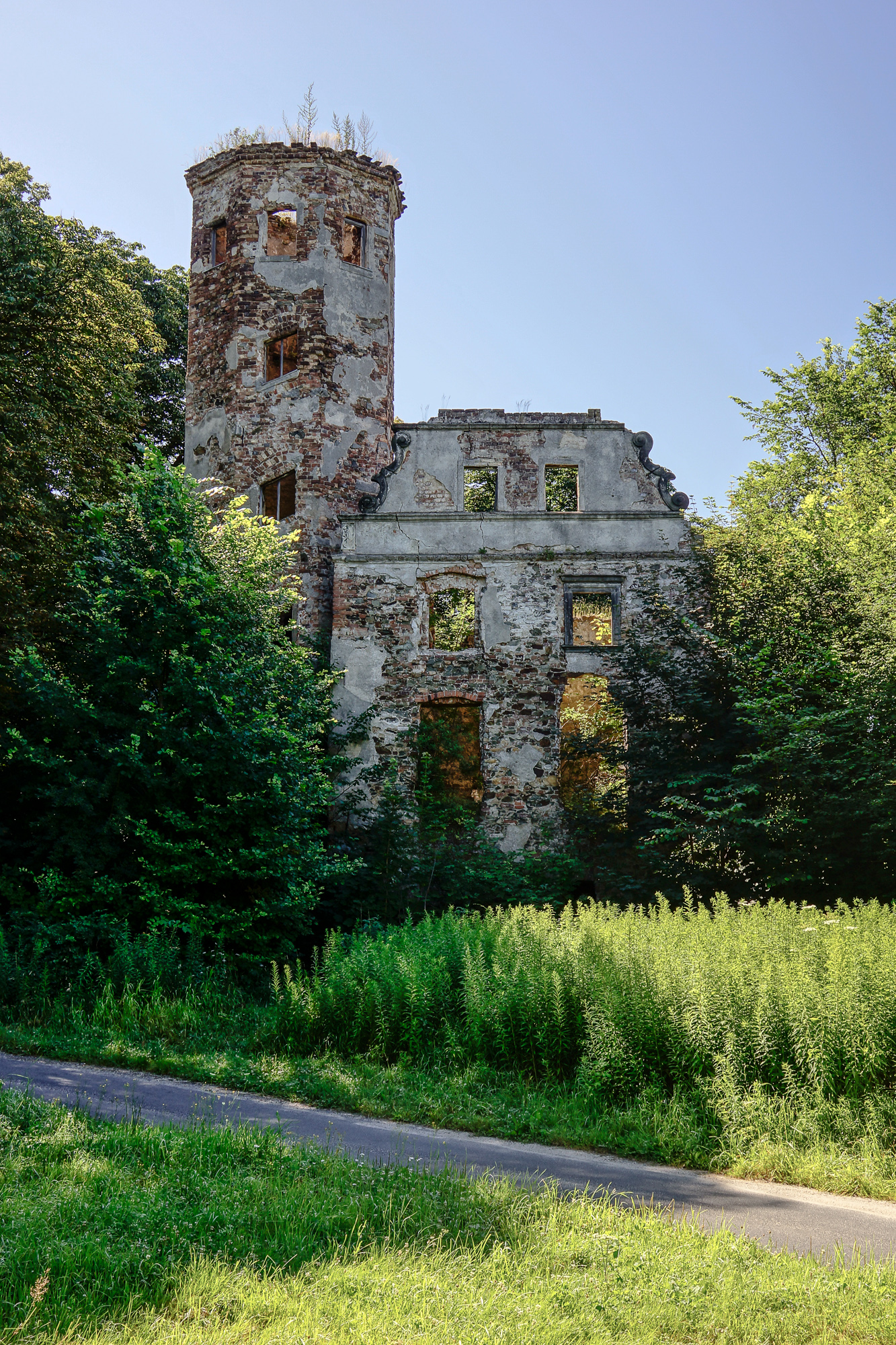
Les ruines du château.

Une maison de maître y existait depuis le XVIe siècle. Vers 1611, elle fut réaménagée en bâtiment pourvu de trois niveaux et d'une grande tour, en style Renaissance. 
De 1816 à 1945, Hennersdorf fait partie de l'arrondissement de Görlitz dans le district de Liegnitz au sein de la province de Silésie.
Après la Seconde Guerre mondiale, l'édifice a été vacant et est tombé en ruines.